# Farallón de Medinilla
Farallón de Medinilla es una pequeña isla deshabitada de las Islas Marianas del Norte. Es parte del Municipio Islas del Norte. Se ubica a 45 millas (72 km) al norte de Saipán. Su superficie es de 0,845 km². Su mayor elevación tiene 81 metros. 